# Isla de Maipo
Isla de Maipo este o comună din provincia Talagante, regiunea Metropolitană Santiago, Chile, cu o populație de 25.798 locuitori (2012) și o suprafață de 188,7 km2.